# Million
| Listning af tal - fra 1 million til 100 billiarder |
| << 1 million 10 millioner 100 millioner 1 milliard 10 milliarder 100 milliarder 1 billion 10 billioner 100 billioner 1 billiard 10 billiarder 100 billiarder >> |

En million (forkortes mio.) er tallet for tusind tusinder = 106 = 1.000.000 og dermed det tal, der efterfølger 999.999 og som bliver efterfulgt af 1.000.001.
SI-præfikset M for mega angiver en million.

## Udvalgte 7-cifrede tal 1.000.000–9.999.999
- 1.000.000 – Antallet af bytes i én megabyte (i en computermæssig sammenhæng)
- 1.000.003 – Mindste 7-cifrede primtal
- 1.046.527 – Caroltal
- 1.048.576 – 220 (toerpotens, antallet af bytes i én mebibyte (eller ofte megabyte)
- 1.048.976 – Leylandtal
- 1.050.623 – Kyneatal
- 1.058.576 – Leylandtal
- 1.084.051 – Keithtal
- 1.136.689 – Pelltal, Markovtal
- 1.278.818 – Markovtal
- 1.594.323 – 313
- 1.679.616 – 68
- 1.771.561 – 116, også mr. Spocks beregning af tribbles population i Star Trek episoden "The Trouble With Tribbles"
- 1.953.125 – 59
- 2.097.152 – 221
- 2.124.679 – Wolstenholme primtal
- 3.263.442 – produktet af de 5 første tal i Sylvesters tabel
- 3.263.443 – sjette tal i Sylvesters tabel
- 4.194.304 – 222
- 4.782.969 – 314
- 4.826.809 – 136
- 5.134.240 – det største tal som ikke kan udtrykkes som en sum af forskellige tal opløftet til fjerdepotens
- 5.764.801 – 78
- 5.882.353 – 5882 + 23532
- 7.652.413 – Største n-cifrede pandigitale primtal
- 7.779.311 – Et hit skrevet af Prince og udgivet i 1982 af The Time
- 8.000.000 – Blev tidligere brugt til at vise uendelighed i den japanske mytologi
- 8.108.731 – repunit primtal i base 14
- 8.388.608 – 223
- 8.675.309 – Primtalstvilling. 867-5309/Jenny var et hit for bandet Tommy Tutone
- 8.675.311 – Primtalstvilling
- 9.765.625 – 510
- 9.999.991 – Største 7-cifrede primtal